# Gerald Bruce Ownbey
Gerald Bruce Ownbey ( n. 10 de octubre de 1916 ) es un botánico y curador estadounidense. Es hermano del también botánico Francis Marion Ownbey (1910-1974).
Estudió y obtuvo sus B.Sc. en 1939, y el M.Sc. en 1940 por la Universidad de Wyoming. Y su Ph.D. por la Universidad Washington en San Luis, en 1947. Ownbey se mudó en 1947 a la Universidad de Minnesota en el Departamento de botánica, ascendió a profesor titular en 1956 y se desempeñó como presidente del Departamento, entre 1960 a 1962. En 1947 fue nombrado curador del herbario y ocupó este cargo hasta su jubilación en 1986. Es considerado un experto en la flora de Minnesota y la taxonomía vegetal.

## Algunas publicaciones
- gerald b. Ownbey, donald j. Pinkava. 1980. Cirsium coahuilense (Asteraceae), a New Species from Northern Mexico. Editor Am. Soc. of Plant Taxonomists, 3 pp.

### Libros
- gerald b. Ownbey, thomas Morley. 1991. Vascular Plants of Minnesota: A Checklist and Atlas. Edición ilustrada de Univ. of Minnesota Press, 307 pp. ISBN 0816619158

- ------------------------. 1969. Annotated Checklist of the Seed Plants, Ferns and Fern Allies (division Tracheophyta) for Clearwater County and Itasca State Park, Minnesota. Editor Univ. of Minnesota, 132 pp.

- ------------------------. 1958. Monograph of the genus Argemone for North America and the West Indies. Editor Seeman Printery, 159 pp.

- ------------------------. 1947. Monograph of the North American Species of Corydalis. Editor Washington Univ. Dep. of Botany. 426 pp.

- ------------------------. 1940. The Genus Astragalus in Southeastern Wyoming. Editor Univ. of Wyoming, 190 pp.

- La abreviatura «G.B.Ownbey» se emplea para indicar a Gerald Bruce Ownbey como autoridad en la descripción y clasificación científica de los vegetales.[1]